# (37259) 2000 XF4
2000 XF4 (asteroide 37259) é um asteroide da cintura principal. Possui uma excentricidade de 0.10990410 e uma inclinação de 9.72070º.
Este asteroide foi descoberto no dia 1 de dezembro de 2000 por LINEAR em Socorro.